# Énekbeszéd
Az énekbeszéd (recitáció) átmenet a beszéd, a szavalat és az ének között. Hangszeres kísérettel vagy anélkül adható elő. Alkalomtól függően több fajtáját különböztetik meg, úgymint: hirdető, felolvasó, könyörgő, szónokló stb. énekbeszéd.
Már az ősi kultúrák ünnepi, kultikus tevékenységeinek is része volt. A közösségi vagy egyéni, ünnepélyes vagy stilizált szövegmondás zeneibbé válásával fejlődött ki az énekbeszéd, amelyben azonban továbbra is a szöveg a meghatározó: a zenei formának és dallamnak követnie kell a szöveg tagolódását. A liturgiában a szent szöveg, a kinyilatkoztatott szó hordozója.
Az 1600-as évektől az operákban is feltűnik; az olasz operában akkor kialakult formája a recitativo. Arnold Schönberg által kifejlesztett formája a Sprechgesang.
A népdalokban és a tánczenében is gyakran feltűnik, de különösen a sanzonnak jellemző eleme.
A stilizált afroamerikai ritmikus énekbeszéd az afrikai néger folklórból származik, európai behatással, és mára átszövi mind az afroamerikai népzenét, mind a népszerű műfajokat. Ma divatos, populáris zenei változata a rap.